# José Antonio Expósito Piñeiro
José Antonio Expósito Piñeiro (Águilas, 2 de mayo de 1978) es un deportista español que compitió en atletismo adaptado. Ganó tres medallas de oro en los Juegos Paralímpicos de Verano en los años 2000 y 2012.

## Palmarés internacional
| Juegos Paralímpicos | Juegos Paralímpicos   | Juegos Paralímpicos | Juegos Paralímpicos   |
| Año                 | Lugar                 | Medalla             | Prueba                |
| ------------------- | --------------------- | ------------------- | --------------------- |
| 2000                | Sídney (Australia)    | Medalla de oro      | 100 m T20             |
| 2000                | Sídney (Australia)    | Medalla de oro      | Salto de longitud F20 |
| 2012                | Londres (Reino Unido) | Medalla de oro      | Salto de longitud F20 |